# 伊達行源
伊達 行源（だて ぎょうげん、生年不詳 - 元和5年11月12日（1619年12月17日））は江戸時代初期の僧侶・武士。公家の勧修寺晴豊の三男。

## 生涯
初めは僧侶として行源と号し、天台宗の愛宕大善院（神仏分離後に愛宕神社に統合）に入ったが、後に還俗して武士となり、「伊達讃岐守」と名乗ったという。土御門泰重の日記『泰重卿記』の元和5年11月14日条の記述からその2日前に死去していることが分かる。兄弟である鳳林承章の日記『隔蓂記』の万治元年12月5日条より、少なくとも娘が1人おり、淀藩永井氏家臣の松山八郎兵衛に嫁いで息子の主水を生んだことが判明する。
18世紀後半にに京都の公家社会に出入りして活動していた有職故実家の伊達玄庵（もしくは賀生）は、行源の曾孫と称し、行源は還俗後に「伊達讃岐守豊房」と称したとしている（『光台一覧』奥書）。また、仙台藩主伊達政宗が娘婿である高田藩主松平忠輝に付けた家臣「伊達讃岐守光之」と行源を同一人物とする説もある。

### 史料
- 『勧修寺家譜』勧修寺顕允差出、1875年。 - 東京大学史料編纂所蔵。

### 書籍
- 中島次太郎『松平忠輝と家臣団：家康・秀忠政権下の秘史』名著出版、1975年。
- 林大樹『天皇近臣と近世の朝廷』吉川弘文館、2021年。